# Domek na prerii (musical)
Domek na prerii (Little House on the Prairie) – musical na podstawie cyklu powieściowego Domek na prerii, Laury Ingalls Wilder, którego akcja rozgrywa się w latach 80. XIX wieku, na Terytorium Dakoty.

## Realizacja
Pierwsze, robocze wersje musicalu zostały wystawione w dniach 16 i 17 kwietnia 2007 roku. W roli Charlesa Ingallsa wystąpił wówczas Patrick Swayze. Caroline Ingalls (matkę) od początku odtwarzała Melissa Gilbert, znana z roli Laury Ingalls w serialu Domek na prerii.
Oficjalną premierę spektakl miał jednak w lipcu 2008 roku, a jego regularne pokazy trwały od 15 sierpnia 2008 roku do 19 października 2008 w teatrze w Minneapolis w Minnesocie i od 10 września 2009 do października 2009 w Millburn w New Jersey, by następnie ruszyć w roczne tournée po kraju.
Przedstawienie zostało ciepło przyjęte i otrzymało bardzo pozytywne recenzje.

## Obsada
- Melissa Gilbert – Caroline Ingalls
- Steve Blanchard – Charles Ingalls
- Kara Lindsay – Laura Ingalls
- Jenn Gambatese / Alessa Neeck – Mary Ingalls
- Carly Rose Sonenclar – Carrie Ingalls
- Sara Jean Ford / Kate Loprest – Nellie Oleson
- Kevin Massey – Almanzo Wilder
- Brian Muller – Clarence Brewster

oraz Taylor Bera, Michael Boxleitner, Megan Campanile, Kurt Engh, Shawn Hamilton, Jessica Hershberg, Meredith Inglesby, Caroline Innerbichler, Lizzie Klemperer, Garen McRoberts, Brian Muller, Will Ray, Tyler Rhodes, Gayle Samuels, Dustin Sullivan, Todd Thurston, Tony Vierling, Christian Whelani inni.

## Strony zewnętrzne
- O musicalu "Domek na prerii"
- Plakat promujący musical "Domek na prerii"